# Fuselierregiment Großdeutschland
Het Infanterieregiment Großdeutschland 2 / Fuselierregiment Großdeutschland was een Duitse eenheid van de Wehrmacht in de Tweede Wereldoorlog. Dit regiment was het tweede van de Pantsergrenadierdivisie Großdeutschland en bleef bij deze divisie gedurende alle veldslagen, tot het bittere einde in Oost-Pruisen.

## Voorgeschiedenis
Op 20 maart 1942 werd Infanterieregiment Großdeutschland 2	opgericht op Oefenterrein Wandern. Dit was een compleet nieuw regiment, en geen enkele volledige eenheid uit het oude Infanterieregiment Großdeutschland werd overgenomen. De eenheid werd uit delen van geheel Duitsland gehaald. De staf en het 1e bataljon kwamen uit Wehrkreis I, het 2e bataljon uit Wehrkreis VIII en IV, het 3e bataljon uit Wehrkreis VI en V en staf 4e bataljon uit Staf V./Inf.Rgt. GD.

## Inzet van het regiment
Op 1 oktober 1942 werd het regiment bij Rzjev omgedoopt in Fuselierregiment Großdeutschland.

## Fuselierregiment Großdeutschland

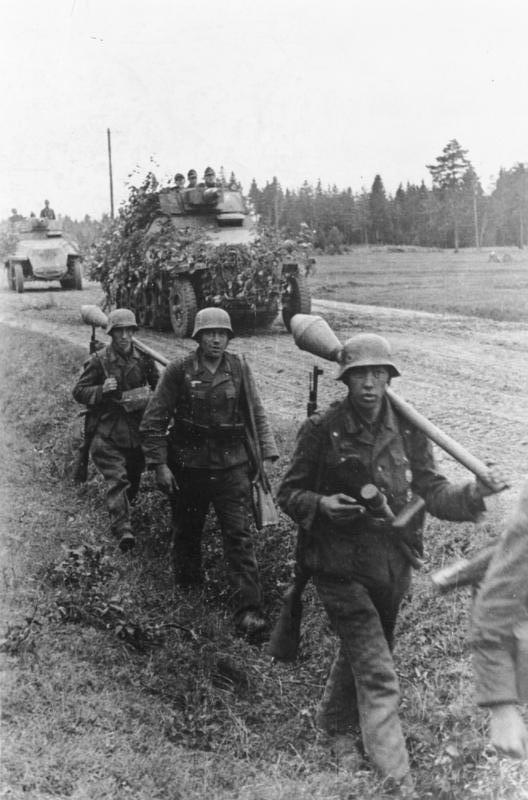
Fuseliers met halfrupsvoertuigen in het Memelbruggenhoofd, oktober 1944

Die nieuwe naam was onderdeel van het zorgvuldig gecreëerde imago van Großdeutschland. Het regiment werd vernoemd naar de fuselier ("geweerschutter"), een type soldaat dat vernoemd naar zijn wapen, het 'fusil'; dit was een vuursteenslotmusket.
In november 1944 werd het 1e bataljon vervangen door een nieuw opgericht pantsergrenadierbataljon. Dit bataljon werd echter op 20 december 1944 verdeeld over Begleit-Kp. 500 en Korps-Aufkl.Kp. 500 van het in oprichting bevindende Pantserkorps Großdeutschland. Daarop werd het 3e bataljon omgedoopt in het 1e bataljon.
Tegen het einde van de oorlog werd het regiment ingezet in de gevechten op Samland. Tegen 25 april 1945 had het regiment op Samland en in Pillau. zulke zware verliezen geleden, dat deze eigenlijk opgehouden had te bestaan. De schamele resten van het regiment werden per schip geëvacueerd naar Hela en vandaar naar Bornholm en Fehmarn en capituleerden daar voor Britse strijdkrachten.

## Speciale merktekens

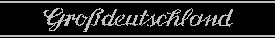
Mouwstreep “Großdeutschland” in oud Latijns schrift

Om de elitestatus van de eenheid te benadrukken, mocht zij speciale insignes dragen; De bekendste was een belettering met het woord “Großdeutschland” in Sütterlin-schrift of Oud-Latijns schrift. Deze mouwstreep werd twaalf centimeter boven de onderkant van de mouw gedragen. Omdat de eenheid tot de Wehrmacht behoorde en niet tot de Waffen-SS, droegen de soldaten de mouwstreep op hun rechtermouw. Een ander speciaal kenmerk was een ineengestrengelde “GD” die op de epaulet ten was aangebracht. Er waren ook langere kraagvlechten gepland. Alle voertuigen in de Divisie Großdeutschland droegen een ‘witte stalen helm’, zijdelings afgebeeld, van rechts naar links gericht.

## Samenstelling
Infanterieregiment Großdeutschland 2 (1942)
- 3 bataljons met elk vijf compagniën
- 4e bataljon met 16e (luchtafweer) compagnie, 17e (IG) compagnie, 18e (antitank) compagnie

Fuselierregiment Großdeutschland (augustus 1944)
- 3 bataljons met elk vier compagnieën
- 13e (sIG) compagnie, 14e (genie) compagnie, 15e (antitank) compagnie, 16e (luchtafweer) compagnie

Fuselierregiment Großdeutschland (december 1944)
- 2 bataljons met elk vier compagnieën
- 9e (sIG) compagnie, 10e (genie) compagnie

## Commandanten
| Rang           | Naam                             | Begin             | Eind                   |
| -------------- | -------------------------------- | ----------------- | ---------------------- |
| Oberst         | Eugen Garski                     | 1 april 1942      | 30 september 1942 †    |
| Oberst         | Erich Kahsnitz                   | 20 oktober 1942   | 5 juli 1943 (WIA)      |
| Oberst         | Hermann Schulte-Heuthaus         | 7 juli 1943       | 4 september 1943 (WIA) |
| Major          | Rudolf Wätjen                    | 4 september 1943  | 18 september 1943      |
| Major          | Wack                             | 18 september 1943 | 15 oktober 1943        |
| Oberst         | Horst Niemack                    | 16 oktober 1943   | 24 augustus 1944       |
| Oberst         | Heinz Wittchow von Brese-Winiary | 6 september 1944  | 13 februari 1945       |
| Oberstleutnant | Maximilian Fabich                | 13 februari 1945  | 25 april 1945          |

Oberst Garski sneuvelde bij gevechten bij de aanval op Kostonosovo (bij Rzjev) en werd op 13 oktober 1942 postuum gepromoveerd tot Generalmajor. Oberst Kahsnitz raakte zwaar gewond bij Belgorod tijdens de Slag om Koersk en stierf op 29 juli 1943 in een ziekenhuis in Breslau. Hij werd op 20 mei 1944 postuum gepromoveerd tot Generalmajor. Oberst Schulte-Heuthaus raakte zo zwaar gewond dat zijn rechterarm geamputeerd moest worden. Major Wätjen (commandant van het verkenningsbataljon GD) nam tijdelijk waar. Oberst Niemack reed tijdens Operatie Doppelkopf met zijn Schwimmwagen een mijnenveld in en werd zwaargewond door vuur van een Sovjet antitank kanon. Oberst Wittchow von Brese-Winiary werd uit zijn functie ontheven door de divisiecommandant en werd vijf dagen later door Sovjettroepen gevangengenomen in een hospitaal.